# Курро
Франси́ско Хосе́ Са́нчес Родри́гес (исп. Francisco José Sánchez Rodríguez; род. 3 января 1996, Ла-Пальма-дель-Кондадо), более известный как Курро (исп. Curro) — испанский футболист, полузащитник клуба «Бургос».

## Клубная карьера
Курро начинал свою карьеру в скромной команде «Алегрес». В 2007 году он присоединился к системе «Севильи». В 2013 году молодой игрок дебютировал за вторую команду клуба — «Севилья Атлетико». В составе первой команды он дебютировал 2 декабря 2015 года в матче Кубка Испании против «Логроньеса». В рамках Примеры его дебют состоялся 17 апреля 2016 года в матче против «Депортиво».

## Карьера в сборной
С 2012 по 2015 год Курро представлял Испанию на юношеском уровне, в общей сумме отыграв шестнадцать матчей и забив в них четыре гола.